# Irving Caesar
Irving Caesar (født 4. juli 1895 i New York, død 18. december 1996 i New York) var en amerikansk sangskriver og teaterkomponist som bl.a. skrev teksten til "Swanee," "Sometimes I'm Happy,"  "Crazy Rhythm,"  og "Tea for Two,"  -en af de mest indspillede sange nogensinde. Han blev 101 år gammel.
Blandt hans mest kendte tekster kan nævnes:
- Tea for Two
- Imagination
- Stakkels gigolo

Han er desuden medforfatter til Broadway-revyer og musicals, som f.eks.
- No, no Nanette
- Wunderbar